# Svarttjärnen (Hammerdals socken, Jämtland, 704415-148091)
Svarttjärnen är en sjö i Strömsunds kommun i Jämtland och ingår i Indalsälvens huvudavrinningsområde.